# Convenzione del Consiglio d'Europa sulla prevenzione e la lotta contro la violenza nei confronti delle donne e la violenza domestica
La Convenzione del Consiglio d'Europa sulla prevenzione e la lotta alla violenza contro le donne e la violenza domestica, nota anche come Convenzione di Istanbul, è un trattato internazionale contro la violenza sulle donne e la violenza domestica, approvata dal Comitato dei Ministri del Consiglio d'Europa il 7 aprile 2011 ed aperta alla firma l'11 maggio 2011 a Istanbul. Il trattato si propone di prevenire la violenza, favorire la protezione delle vittime ed impedire l'impunità dei colpevoli. È stato firmato da 45 paesi e il 12 marzo 2012 la Turchia è diventata il primo paese a ratificare la Convenzione.
In Italia, il 19 giugno 2013, dopo l'approvazione unanime del testo alla Camera, il Senato ha votato il documento con 274 voti favorevoli e un solo astenuto.
Il 20 marzo 2021, nove anni dopo la ratifica, la Turchia ha revocato la propria partecipazione alla convenzione, attraverso un decreto firmato dal presidente Erdoğan.

## Storia
Il Consiglio d'Europa ha intrapreso una serie di iniziative per promuovere la protezione delle donne contro la violenza già a partire dal 1990. In particolare, queste iniziative hanno portato all'approvazione, nel 2002, da parte del Consiglio d'Europa della raccomandazione Rec(2002) 5 del Comitato dei Ministri agli Stati membri sulla protezione delle donne dalla violenza, e la realizzazione di una campagna a livello europeo negli anni 2006-2008 per combattere la violenza contro le donne, compresa la violenza domestica.
L'Assemblea parlamentare del Consiglio d'Europa ha anche preso una posizione politica ferma contro ogni forma di violenza contro le donne. Ha adottato una serie di risoluzioni e raccomandazioni che chiedono norme giuridicamente vincolanti in materia di prevenzione, protezione contro la repressione delle forme più gravi e diffuse di violenza di genere.
Le relazioni nazionali, studi e indagini hanno rivelato l'entità del problema in Europa. La campagna, in particolare, ha mostrato una grande eterogeneità nelle risposte alla violenza contro le donne e la violenza domestica nelle singole nazioni. Così la necessità di norme giuridiche armonizzate per garantire che le vittime di violenze beneficino dello stesso livello di protezione in tutta Europa è diventato evidente. I ministri della Giustizia dei paesi membri del Consiglio d'Europa hanno cominciato a discutere la necessità di intensificare la protezione contro la violenza domestica, in particolare la violenza da parte del partner.
Il Consiglio d'Europa ha deciso che era necessario stabilire degli standard globali per prevenire e combattere la violenza contro le donne e la violenza domestica. Nel dicembre 2008, il Comitato dei Ministri ha istituito un gruppo di esperti incaricato di preparare un progetto di convenzione in questo campo. Nel corso di poco più di due anni, questo gruppo, chiamato CAHVIO (comitato ad hoc per prevenire e combattere la violenza contro le donne e la violenza domestica), ha elaborato un progetto di testo. Durante la fase successiva di stesura della Convenzione, Italia, Regno Unito, Russia e Santa Sede hanno proposto alcuni emendamenti per limitare i requisiti previsti dalla Convenzione. Questi emendamenti sono stati criticati da Amnesty International. La bozza finale del convegno è stato prodotta nel dicembre 2010.

## Adozione, firma e ratifica
La convenzione è stata adottata dal Comitato dei Ministri del Consiglio d'Europa il 7 aprile 2011 ed è stata aperta alla firma l'11 maggio 2011, in occasione della 121ª Sessione del Comitato dei Ministri a Istanbul. Essa entrerà in vigore dopo 10 ratifiche, 8 delle quali devono essere di Stati membri del Consiglio d'Europa. La convenzione è stata firmata finora da 34 stati, e solo ratificata da 12 paesi compresa Armenia, Ucraina, Gran Bretagna, Slovacchia, Ungheria, Repubblica Ceca, Bulgaria etc. Gli Stati che hanno ratificato la Convenzione sono giuridicamente vincolati dalle sue disposizioni.
In Italia, la Camera dei Deputati ha approvato all'unanimità la ratifica della convenzione in data 28 maggio 2013, mentre il Senato ha approvato il testo con un solo astenuto, poi convertito in legge il 19 giugno 2013. La legge italiana di ratifica n. 93 del 2013 comprende norme di diritto penale e processuale penale, attività di prevenzione, protezione e sostegno.
Nel novembre 2019 il Parlamento dell'Unione europea ha adottato una risoluzione, con 500 voti favorevoli, 91 contrari e 50 astensioni, in cui ha invitato il Consiglio europeo a completare la ratifica della Convenzione da parte dell'Unione europea ed esortato i sette Stati membri (Bulgaria, Repubblica ceca, Ungheria, Lituania, Lettonia, Slovacchia, e Regno Unito) sottoscrittori della Convenzione a ratificarla senza indugio.
Alcuni Paesi firmatari hanno poi tardato a ratificare la Convenzione. Ad esempio la Moldavia che aveva firmato il 6 febbraio 2017, ha promulgato la ratifica il 20 ottobre 2021.
Il 6 ottobre 2021 la Corte di giustizia dell'Unione europea ha decretato che l'Unione europea può approvare la convenzione di Istanbul a maggioranza qualificata. Il 10 maggio 2023 il Parlamento europeo ha espresso voto favorevole per l'adesione dell'Unione europea alla convenzione, esortando i sei paesi (Bulgaria, Repubblica Ceca, Ungheria, Lettonia, Lituania e Slovacchia) che non l'hanno ancora ratificata a farlo al più presto, di questi la Lettonia ha ratificato in data 30 novembre 2023.

## Principali disposizioni
La Convenzione di Istanbul è "il primo strumento internazionale giuridicamente vincolante che crea un quadro giuridico completo per proteggere le donne contro qualsiasi forma di violenza", ed è incentrata sulla prevenzione della violenza domestica, proteggere le vittime e perseguire i trasgressori.
Essa caratterizza la violenza contro le donne come una violazione dei diritti umani e una forma di discriminazione (art. 3 lett. a). I paesi dovrebbero esercitare la dovuta diligenza nel prevenire la violenza, proteggere le vittime e perseguire i colpevoli (art. 5).
La Convenzione è il primo trattato internazionale a contenere una definizione di genere. Infatti l'art. 3, lett. c), il genere è definito come "ruoli, comportamenti, attività e attributi socialmente costruiti che una determinata società considera appropriati per donne e uomini".
Inoltre, il trattato stabilisce una serie di delitti caratterizzati da violenza contro le donne. Gli Stati dovrebbero includere questi nei loro codici penali o in altre forme di legislazione o dovrebbero essere inseriti qualora non già esistenti nei loro ordinamenti giuridici. I reati previsti dalla Convenzione sono: la violenza psicologica (art. 33); gli atti persecutori - stalking (art. 34); la violenza fisica (art. 35), la violenza sessuale, compreso lo stupro (art. 36); il matrimonio forzato (art. 37); le mutilazioni genitali femminili (art. 38), l'aborto forzato e la sterilizzazione forzata (art. 39); le molestie sessuali (art. 40).
La convenzione prevede anche un articolo che prende di mira i crimini commessi in nome del cosiddetto "onore" (art. 42).

## Struttura
La convenzione contiene 81 articoli divisi in 12 capitoli. La sua struttura segue quella usata nelle più recenti convenzioni del Consiglio d'Europa. La struttura dello strumento è basato sulle "quattro P": prevenzione, protezione e sostegno delle vittime, perseguimento dei colpevoli e politiche integrate. Ogni area prevede una serie di misure specifiche.
La Convenzione stabilisce inoltre obblighi in relazione alla raccolta dei dati e la ricerca di sostegno in materia di violenza contro le donne (art. 11).
Nel Preambolo, sono richiamate la Convenzione europea dei diritti dell'uomo, la Carta sociale europea e la Convenzione del Consiglio d'Europa sulla lotta contro la tratta di esseri umani, nonché i trattati internazionali sui diritti umani dell'Organizzazione delle Nazioni Unite e lo Statuto di Roma della Corte penale internazionale.
All'articolo 2, la convenzione indica che le disposizioni si applicano in tempo di pace e anche in situazioni di conflitto armato, sulla violenza contro le donne e la violenza domestica.
L'articolo 3 prevede termini chiave definisce:
- "la violenza contro le donne" è la violenza dei diritti umani e una forma di discriminazione nei confronti delle donne e si intendono tutti gli atti di violazione di genere che determinano o sono suscettibili di provocare danno fisico, sessuale, psicologico o economico o una sofferenza alle donne, comprese le minacce di tali atti, la coercizione o la privazione arbitraria della libertà, sia nella vita pubblica o privata;
- "violenza domestica": tutti gli atti di violenza fisica, sessuale, psicologica o economica che si verificano all'interno della famiglia o del nucleo familiare o tra attuali o precedenti coniugi o partner, indipendentemente dal fatto che l'autore di tali atti condivida o abbia condiviso la stessa residenza con la vittima;
- "genere": sta a indicare i ruoli socialmente costruiti, comportamenti, attività e attributi che una data società ritenga appropriati per le donne e gli uomini.
- "violenza contro le donne basata sul genere" designa qualsiasi violenza diretta contro una donna in quanto tale, o che colpisce le donne in modo sproporzionato;

L'articolo 4 vieta alcuni tipi di discriminazione affermando che l'attuazione delle disposizioni della Convenzione da parte delle Parti, in particolare le misure destinate a tutelare i diritti delle vittime, deve essere garantita senza alcuna discriminazione fondata sul sesso, sul genere, sulla razza, sul colore, sulla lingua, sulla religione, sulle opinioni politiche o di qualsiasi altro tipo, sull'origine nazionale o sociale, sull'appartenenza a una minoranza nazionale, sul censo, sulla nascita, sull'orientamento sessuale, sull'identità di genere, sull'età, sulle condizioni di salute, sulla disabilità, sullo status matrimoniale, sullo status di migrante o di rifugiato o su qualunque altra condizione.